# 디엑스앤브이엑스
디엑스앤브이엑스(Dx&Vx)는 백신 · 바이오 신약 및 마이크로바이옴 기반의 맞춤형 치료 균주 연구 개발 등 CDO, CRO, CMO, CSO 비즈니스를 영위하는 바이오 헬스케어 기업이다. 

## 역사
2001년에 설립되어 분자진단, 체외진단사업과 마이크로바이옴 기반의 헬스케어 사업등을 영위하고 있으며, 2015년 11월에 코스닥시장에 상장하였다. 최초 설립 당시 회사명은 “㈜엠지메드”였으며, 2017년 기존 유전체 분석사업에 항암백신 파이프라인을 추가하면서 “주식회사 캔서롭”으로 사명을 변경한 이후 2021년 12월 현재 사명인 디엑스앤브이엑스 주식회사로 사명을 변경하였다. 
또한 2022년 10월 한미약품, 코리그룹의 건강기능식품 전문 제조회사인 한국바이오팜㈜ 지분 100% 인수하였으며, 2023년 수출활성화를 위하여 중국 현지에 자회사 북경디아이웨이스생물과기유한공사를 설립하였다. 또한, 2023년 6월 신약파이프라인을 보유한 신약연구개발 전문업체 에빅스젠을 인수하였다.
2025년 미국 소재 바이오테크 기업과 메신저 리보핵산(mRNA) 항암백신에 대한 약 3천억원 규모의 공동개발 및 기술이전 계약을 체결했다.

## 특징
2007년 국내 최초로 수정란, 태아 및 신생아에 대한 세계최고 수준의 유전체 분석서비스를 개발 및 상용화하여 국내 최대 규모 40만건 이상의 산전 및 산후 임상 유전체 빅데이터를 보유하고 DB시스템을 구축하고 있으며, 국내 최초로 AI 기반 임상 유전체 분석기술에 대한 특허를 출원하였다. 현재 디엑스앤브이엑스는 균과 관련된 모든 것을 상용화 하고자 하는 바이오헬스케어 전문기업으로 주요 사업영역은 정밀의료진단사업, 의약 및 헬스케어, 신약 연구 개발로 구분하고 있다.  

## 사업내용
Dx&Vx는 분자유전연구소의 축적된 유전체 데이터베이스와 마이크로바이옴연구소의 균주 라이브러리 데이터베이스를 융합한 멀티오믹스(Multi-Omics) 연구를 진행하고 있으며, 이를 통해 mRNA 백신 플랫폼 개발 및 개인 맞춤형 백신 제품을 개발하고 있음. 또한 축적된 마이크로바이옴R&D 노하우를 활용한 신규 치료제 파이프라인과 치료 보조 및 개인위생용 컨슈머헬스케어 제품도 연구 개발하고 있음.
Dx&Vx는 기존의 파이프라인이나 제품의 개발, 생산뿐만 아니라 '균'에 특화된 모든 기초 연구 사업, 분석 서비스, 진단 서비스, 마이크로바이옴 원천 기술로 사업의 가치를 확대하고자 하며,  “헬스케어를 위한 모든 솔루션을 연구개발하여 인류의 건강한 삶에 기여합니다” 라는 슬로건 아래 건강관리를 위한 진단, 예방, 치료, 관리 전분야를 아우르는 맞춤형 솔루션을 연구, 개발, 상업화를 하고 있으며, 바이오헬스케어 고객사의 기술 상용화와 비즈니스를 위해 요구되는 전 과정에 대한 개별 및 통합 솔루션을 지원하고 있음.
사업 분야는 크게 서비스 분야와 제품 분야로 나누어 지며, 서비스 분야에는 정밀의료진단과, CRO, CDO, CMO, CSO, DTx(디지털치료제) 서비스 사업을 진행중이며, 제품분야에는 진단, 백신, 컨슈머헬스케어 제품 사업을 진행하고 있음. 그 외 KHUB(K백신허브) 컨소시움 사업을 시행하여, 백신 산업에 필요한 교육, 연구, 임상, 생산 등의 전기능을 제공하는 차세대 백신 인프라를 구축하고 새로운 백신 개발 및 인재육성을 지원하고 있음.
코리그룹 이탈리아 AAT 연구소와 자사 마이크로바이옴 연구소를 중심으로 산모와 영유아 및 2030 여성, 중노년 생애전주기를 위한 마이크로바이옴 기반으로 헬스케어 예방 · 치료 · 관리를 위한 다양한 제품을 개발, 생산, 유통하고 있음.

## 연혁
- 2024년
 건기식 추천 · 소분 판매 위한 '규제 샌드박스 사업자' 선정
 제 13회 인구의 날 기념식에서 보건복지부 장관상 수상
 마이크로바이옴 기반 Dx&Vx 치료보조제 시리즈 출시
체지방 감소 항비만 균주 특허 출원[2]
- 2023년
 북경디아이웨이스생물과기유한공사(중국) 설립
 신약연구개발 전문업체 에빅스젠 인수 
 질환별 Microbiome 균주 개발 중 
 맞춤형 항암 백신 개발 중
 GPL-1 경구용 비만치료제 신약 개발 
 제 60회 무역의날, "700만불 수출의 탑" 수상
- 2022년 
 AI 기반 유전체 분석 플랫폼 특허 출원 
 오브맘(Ofmom) 마이크로바이옴 브랜드 및 새니타(Sanita) 시리즈 중국수출 개시 
 중국수출 4백만불 달성(오브맘 마이크로바이옴 시리즈 및 새니타(Sanita) 개인위생용품) 
 중국 구주통의료기기재단과 의료기기 개발·공급·판매 MOU 체결 
 생활방역 위생관리용품 시리즈 “닥터크린” 출시 
 다이소 전국 1,800개 지점 진입 
 한국바이오팜㈜ 인수 
 마이크로바이옴 연구소 설립 
 의약품 도매업(KGSP) 허가 획득 
 포스트바이오틱 기반 차세대 개인위생용품 브랜드 새니타(Sanita) 한국시장 론칭 
 Inner Beauty 브랜드 "Queen's Holic" 365 솔루션 3종 출시 
 제59회 무역의 날, "300만불 수출의 탑" 수상
- 2021년 
 사명 변경 (㈜캔서롭 -> 디엑스앤브이엑스 주식회사)
- 2019년 
 한국유전자검사평가원 분자세포유전자분야(NGS,CMA) A등급 획득
- 2018년 
 Oxford Vacmedix UK Limited, 자회사로 편입
- 2017년 
 ㈜캔서롭으로 사명 변경 
 지놈체크 M 서비스 개시 (비침습적 산전 유전체 검사, (구)더맘스캐닝)
- 2015년 
 코스닥시장 이전 상장 (한국거래소)
- 2014년 
 코넥스시장 상장 (한국거래소)
- 2012년 
 ISO 13485 인증, 벤처기업 인증
- 2011년 
 지놈체크 P 서비스 개시
- 2009년 
 지놈체크 G 서비스 개시 (신생아 및 소아 유전체 검사, (구)G스캐닝)
- 2008년 
 유전자검사기관 인증 획득 (질병관리본부)
- 2007년 
 ㈜엠지메드 분자유전 기업부설연구소 설립 
 지놈체크 K 서비스 개시 (태아 유전체 검사, (구)MG-test) 
 취약X 증후군(정신지체) 진단용 MSP kit 개발
- 2006년 
 연골무형성증(왜소증)진단용 PCR kit 개발 
 STD 진단용 PCR kit 및 HPV genotyping kit 개발
- 2001년 
 ㈜엠지메드 설립

## 사업장 현황
- 본사
 서울특별시 금천구 디지털로 173, 10층 
 서울특별시 금천구 벚꽃로 234, 10층 에이스하이엔드타워6차 (영업소)

- 기업부설연구소
마이크로바이옴연구소 : 서울특별시 금천구 벚꽃로 278, SJ테크노빌 712호
분자진단연구소 : 서울특별시 금천구 디지털로 173, 10층

- 공장
가산GMP : 서울특별시 금천구 벚꽃로 244, 벽산디지털밸리5차 4층 
한국바이오팜 제 1공장 : 충청북도 진천군 덕산읍 석장로 51 
한국바이오팜 제 2공장 : 충청북도 진천군 덕산읍 한삼로 212-7

## 참고문헌
- https://w4.kirs.or.kr/download/research/230629_기타서비스_DXVX(180400)_진단사업%20영역%20내%20전문%20서비스%20제공%20기업_NICE평가정보.pdf%5B깨진+링크(과거+내용+찾기)%5D